# Kristiansund SK
Kristiansund SK, pełna nazwa Kristiansund Sjakklubb – norweski klub szachowy z siedzibą w Kristiansund.

## Historia
Klub został założony w 1917 roku przez Hermana Fischera, a pierwszym przewodniczącym został Halvor C. Heyerdal. W latach 1940–1943 klub nie prowadził działalności. Po wznowieniu funkcjonowania w 1943 roku zorganizowano pierwsze mistrzostwa klubowe. W 2009 roku klub awansował do Eliteserien, jednak w sezonie 2009/2010 zajął ostatnie miejsce w lidze i spadł. W 2011 roku Kristiansund SK powrócił do pierwszej ligi norweskiej. W sezonie 2011/2012 zespół zdobył wicemistrzostwo kraju, ulegając jedynie Oslo SS. W następnym sezonie klub zajął trzecie miejsce w Eliteserien, za Oslo SS i Schakklubben av 1911. W 2013 roku klub nie przystąpił do rozgrywek Eliteserien.
Zawodnikami klubu byli m.in. Nils Grandelius, Tiger Hillarp Persson, Jewgienij Romanow, Axel Smith, Aryan Tari i Hans Tikkanen.